# 无畏的希望
《无畏的希望：重申美国梦》（英語：The Audacity of Hope: Thoughts on Reclaiming the American Dream）是时任美国参议员奥巴马所写的一本政治书籍，是继《我父亲的梦想：奥巴马回忆录》后他发表的又一本作品。2006年秋，本书在《纽约时报》和Amazon.com上成为畅销书第一名。
该书发行三个月之后，奥巴马即于2007年2月10日宣布参选2008年总统选举。

## 主要内容
本书的主要内容是奥巴马介绍了自己的个人成长经历和美国的发展历程，描述了美国存在的一些问题，并提出了自己对美国人民如何超越分歧、解决实际问题的见解。

## 评价
《纽约时报》的角谷美智子：奥巴马是一位不可多得的政治家，他真正懂得写作——真诚而生动地描述自己……他在本书中尽力用简单常识表述自己的政治思想……以平实的语言将思想清晰地阐述出来，而且不受任何党派偏见的影响。
《新闻周刊》的乔纳森·奥尔特：他是近代政坛最出色的一位作家。
《华盛顿邮报》的迈克尔·卡津：奥巴马用那种描述善与恶的动人文字讨论实际的政策观点，这一写作技巧在美国现代政治史上鲜有所见……在我们这个卑劣、令人沮丧的时代，奥巴马出色地运用优雅且振奋人心的文字，提出明智的充满人文关怀的解决办法，这确实使人心中充满希望。
《芝加哥论坛报》的迈克·多宁：本书为读者以及美国选民呈现了一幅乐观的国家前景，同时作为一部政治传记，本书集中地展现了奥巴马的核心价值观，明朗地阐述了他将如何处理当下那些重大问题。

## 版本

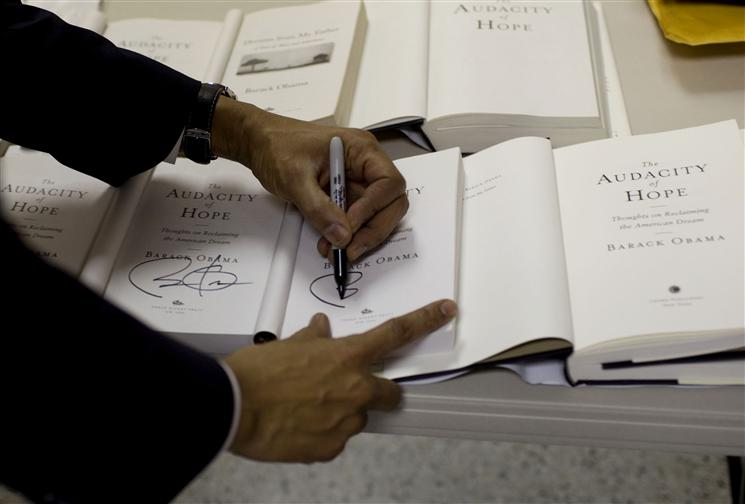
奥巴马为自己的书签名，2009年2月9月

中国大陆版由法律出版社2008年9月首次出版，2009年2月第6次印刷，正文共252页，售价42元。
台灣版由商周出版。

### 节选
- TIME magazine （页面存档备份，存于）
- Chicago Sun-Times

Template:Barack Obama